# Kidiboo
Kidiboo est une marque de fromage blanc commercialisée par Fromarsac pour le groupe Savencia Fromage & Dairy, ciblant les enfants de 4 à 10 ans. Il est temporairement retiré du marché au début des années 2010.

## Caractéristiques

### Ingrédients
Dès 2006, Kidiboo est enrichi en calcium. Entre 2009 et 2011, dans le cadre du Programme national nutrition santé, 20 à 25 % des lipides sont retirées, puis de même en 2013, en ce qui concerne les teneurs en sel pour atteindre le seuil maximal de 0,5 g pour 100 g.